# 陳力行 (籃球運動員)
陳力行（2000年8月13日—）為臺灣男子籃球運動員，場上位置為控球后卫。陳力行畢業於安坑國小、金華國中與泰山高中，大學原先就讀臺北市立大學，2021年轉學至國立體育大學跟弟弟陳力生成為隊友。
媽媽是尹湘雲的表姐。